# خوخي (لون)
اللون الخوخي يقع في منتصف المسافة بين الأصفر والبرتقالي , وهو مشتق من اسم لون ثمرة الخوخ.